# Keighley

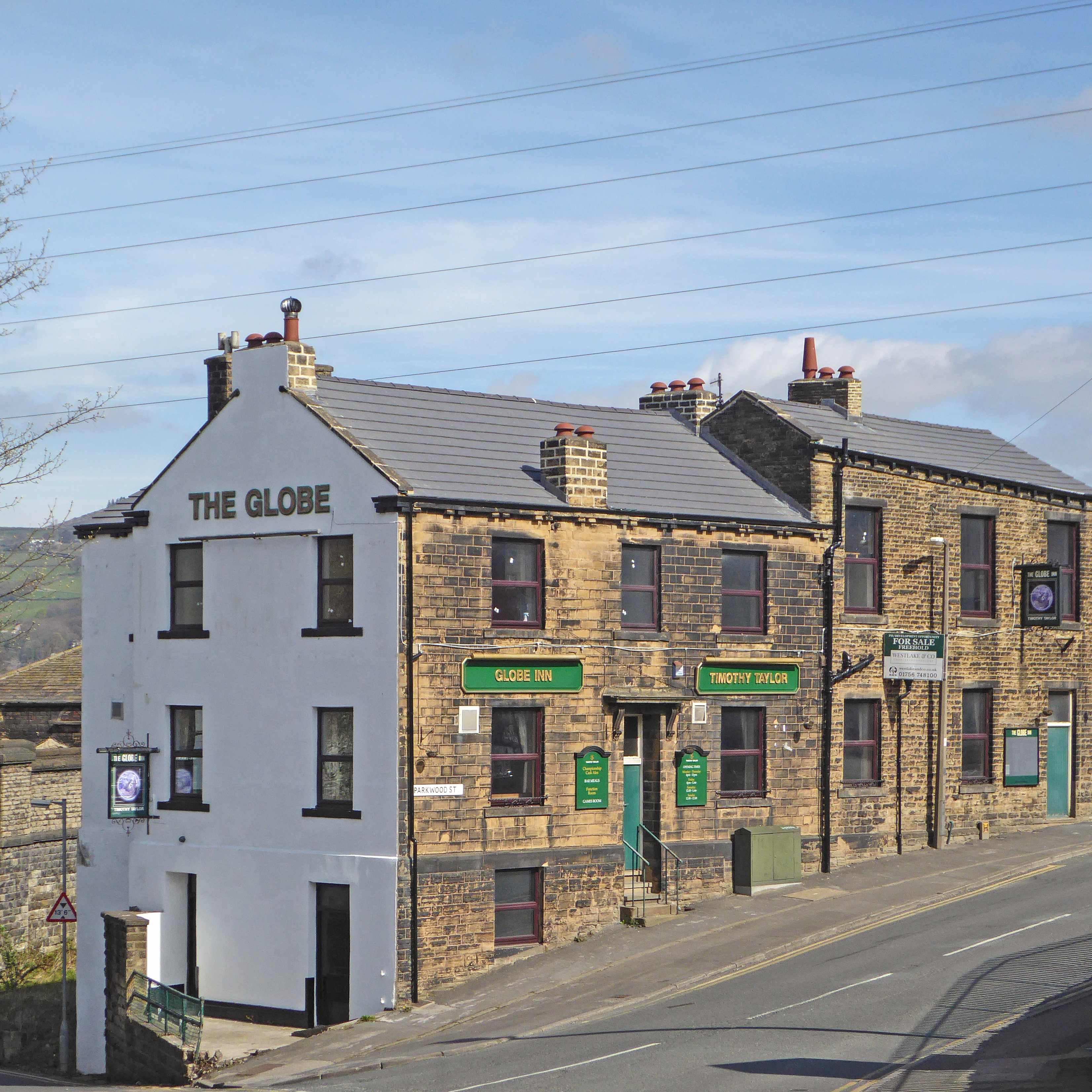
Puben The Globe i Keighley.

Keighley (engelskt uttal: [ˈkiːθli] lyssna (fil)) är en stad och civil parish i grevskapet West Yorkshire i norra England. Staden ligger i distriktet Bradford, cirka 13 kilometer nordväst om Bradford och 13 kilometer sydost om Skipton. Tätortsdelen (built-up area sub division) Keighley hade 53 331 invånare vid folkräkningen år 2011.
I Keighley finns maskinindustri och kemisk industri. Keighley nämndes i Domedagsboken (Domesday Book) år 1086, och kallades då Chichelai.

## Kända personer från Keighley
- Simon Beaufoy, manusförfattare
- Eric Pickles, politiker